# Ананенко, Иван Прокопьевич
Иван Прокопьевич Ананенко (5 февраля 1921, Шупиковка Новосибирской области — 29 декабря 1983) — советский металлург, вальцовщик прокатного цеха НКМК.

## Биография
Иван Ананенко родился 5 февраля 1921 в деревне Шупиковка Барабинского уезда Томской губернии (ныне Каргатский район Новосибирской области).
В 1927 году семья Ивана Ананенко переехала в город Кузнецк-Сибирский. Его отец работал на строительстве Кузнецкого металлургического комбината, и маленький Ваня часто бывал на заводе. Закончил в 1937 семилетнюю школу. После окончания ФЗУ в 1939 году стал работать вальцовщиком в среднесортном цехе Кузнецкого металлургического комбината. с 1940 по 1947 служил в Советской Армии. Участвовал в войне с Японией в составе 12 автотранспортного батальона. В 1946 вернулся на завод, работал старшим вальцовщиком, затем мастером стана. В 1964 году закончил Кузнецкий металлургический техникум. Во время работы в цехе несколько раз высказывал различные рациональные предложения. Избирался делегатом XXII съезда КПСС.

## Награды
- За выдающиеся успехи, достигнутые в деле развития чёрной металлургии 19 июля 1958 года присвоено звание Героя Социалистического Труда.
- орден Трудового Красного Знамени (1959 г.),
- медаль «За победу над Японией» (1945 г.),
- медаль «За трудовое отличие» (1947 г.),
- медаль «За трудовую доблесть» (1949 г.).